# Toyota TF105
El Toyota TF105 / 105B fue un monoplaza con el cual Toyota Racing compitió en la temporada 2005 de Fórmula 1. Fue diseñado por Mike Gascoyne. El año fue estadísticamente el más exitoso del equipo, con 88 puntos, cinco podios y una vuelta rápida. El punto más bajo fue la retirada del equipo en el Gran Premio de los Estados Unidos de 2005, debido a la seguridad de los neumáticos Michelin, ya que el neumático delantero izquierdo de Ralf Schumacher se desinfló en la famosa última curva del circuito Indianapolis Motor Speedway en la práctica del viernes, haciendo que el alemán se estrellara contra el muro. Ricardo Zonta lo reemplazó, pero ninguno de los monoplazas comenzó la carrera. El equipo finalmente terminó cuarto en el Campeonato de Constructores,  siendo así su mejor posición en el campeonato.

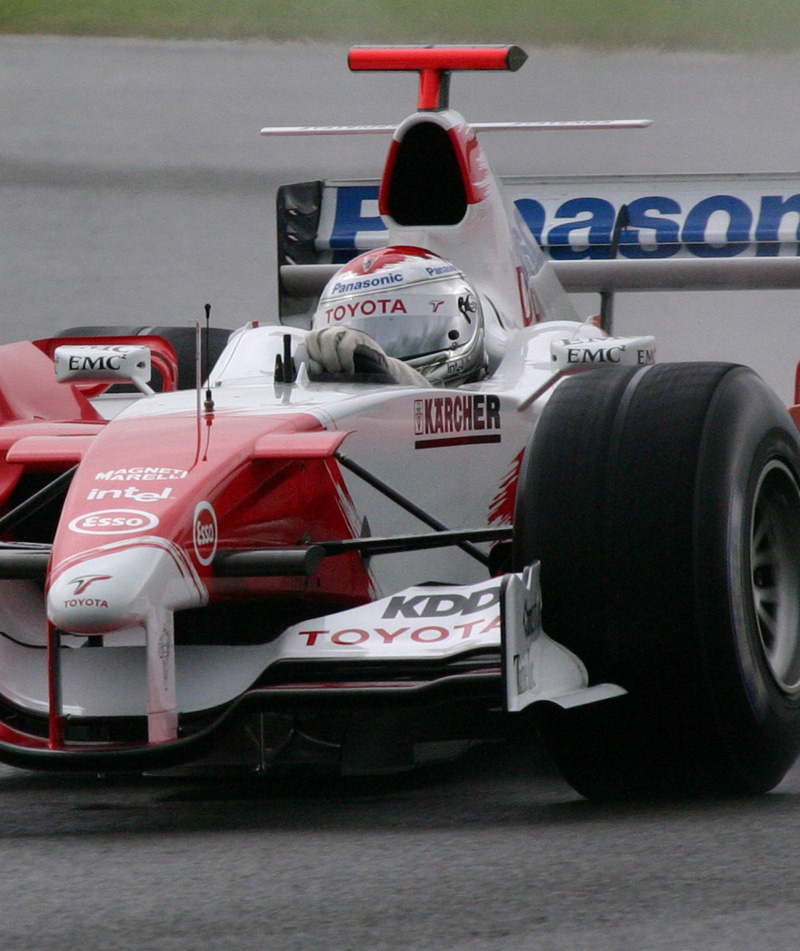
Jarno Trulli conduciendo el TF105.

## Motor
El TF105 contó con un motor Toyota RVX-05 V10 a 90 grados, de 3.0 litros limitado a 19,000 RPM, que erogaba una potencia superior a los 900 cv. Debido al cambio de normativa introducido en la temporada en la que corrió, que establecía que un motor debería resistir dos fines de semana completos, los ingenieros se centraron antes en conseguir fiabilidad que una cifra de potencia muy elevada.

## Transmisión
Equipado con una caja de cambios secuencial de siete velocidades más marcha atrás accionada electrohidráulicamente por el conductor, fabricada por el especialista X-Trac, aunque diseñada por el propio equipo Toyota. Aunque supuso un paso adelante con respecto a la caja de su antecesor, no gozaba de una fiabilidad absoluta, dando algunos problemas a lo largo de la temporada.

## Resultados

### Fórmula 1
(Clave) (negrita indica pole position) (cursiva indica vuelta rápida)

| Año         | Motor      | Neu. | N.º | Piloto          | 1   | 2   | 3   | 4   | 5   | 6   | 7   | 8   | 9   | 10  | 11  | 12  | 13  | 14  | 15  | 16  | 17  | 18  | 19  | Puntos | Pos. |
| ----------- | ---------- | ---- | --- | --------------- | --- | --- | --- | --- | --- | --- | --- | --- | --- | --- | --- | --- | --- | --- | --- | --- | --- | --- | --- | ------ | ---- |
| 2005        | RVX-05 V10 | M    |     |                 | AUS | MYS | BHR | SMR | ESP | MON | EUR | CAN | USA | FRA | GBR | GER | HUN | TUR | ITA | BEL | BRA | JPN | CHN | 88     | 4º   |
| 2005        | RVX-05 V10 | M    | 16  | Jarno Trulli    | 9   | 2   | 2   | 5   | 3   | 10  | 8   | Ret | DNS | 5   | 9   | 14  | 4   | 6   | 5   | Ret | 13  | Ret | 15  | 88     | 4º   |
| 2005        | RVX-05 V10 | M    | 17  | Ralf Schumacher | 12  | 5   | 4   | 9   | 4   | 6   | Ret | 6   | PO  | 7   | 8   | 6   | 3   | 12  | 6   | 7   | 8   | 8   | 3   | 88     | 4º   |
| 2005        | RVX-05 V10 | M    | 17  | Ricardo Zonta   |     |     |     |     |     |     |     |     | DNS |     |     |     |     |     |     |     |     |     |     | 88     | 4º   |
| Referencia: |            |      |     |                 |     |     |     |     |     |     |     |     |     |     |     |     |     |     |     |     |     |     |     |        |      |